# Azy-sur-Marne
Azy-sur-Marne je francouzská obec v departementu Aisne v regionu Hauts-de-France. V roce 2011 zde žilo 396 obyvatel.

## Sousední obce
Bonneil, Essômes-sur-Marne, Chézy-sur-Marne, Romeny-sur-Marne

## Vývoj počtu obyvatel
Počet obyvatel 